# Seuneubok Dalam (Juli)
Seuneubok Dalam is een bestuurslaag in het regentschap Bireuen van de provincie Atjeh, Indonesië. Seuneubok Dalam telt 419 inwoners (volkstelling 2010).